# 巴莱里娅·马克斯
巴莱里娅·马克斯（西班牙語：Valeria Márquez，2004年4月21日—），西班牙艺术体操运动员，2022年欧洲艺术体操锦标赛3人带操+2人球操银牌得主、2022年世界艺术体操锦标赛团体、集体全能和5人圈操铜牌得主。